# 5e cérémonie des Tony Awards
La 5e cérémonie des Tony Awards, présentée par l'American Theatre Wing, a eu lieu le 25 mars 1951 à l'hôtel Waldorf-Astoria, à New York. 

## Cérémonie
Le maître de cérémonie était James Sautera et les présentatrices Mrs. Martin Beck et Ilka Chase. L'événement a été diffusé à la radio par WOR (AM) et Mutual Network. Les interprètes étaient Barbara Ashley, Arthur Blake, Eugene Conley, Nancy Donovan, Joan Edwards, Dorothy Greener, Juanita Hall, Celeste Holm, Lois Hunt, Anne Jeffreys, Lucy Monroe, Herb Shriner. La musique était de Meyer Davis et son orchestre.

### Production
| Récompense   | Gagnant(e) |
| ------------ | --- |
| Best Play    | The Rose Tattoo de Tennessee Williams. Produit par Cheryl Crawford.                                                                  |
| Best Musical | Guys and Dolls. Musique et paroles de Frank Loesser, livret de Jo Swerling et Abe Burrows. Produit par Cy Feuer et Ernest H. Martin. |

### Performance
| Récompense                         | Gagnant(e)                         |
| ---------------------------------- | ---------------------------------- |
| Best Actor in Play                 | Claude Rains, Darkness at Noon     |
| Best Actress in a Play             | Uta Hagen, The Country Girl        |
| Best Actor in a Musical            | Robert Alda, Guys and Dolls        |
| Best Actress in a Musical          | Ethel Merman, Call Me Madam        |
| Best Featured Actor in a Play      | Eli Wallach, The Rose Tattoo       |
| Best Featured Actress in a Play    | Russell Nype, Call Me Madam        |
| Best Featured Actor in a Musical   | Maureen Stapleton, The Rose Tattoo |
| Best Featured Actress in a Musical | Isabel Bigley, Guys and Dolls      |

### Artisans
| Récompense                          | Gagnant(e)                                                          |
| ----------------------------------- | ------------------------------------------------------------------- |
| Director-Play                       | George S. Kaufman, Guys and Dolls                                   |
| Choreographer                       | Michael Kidd, Guys and Dolls                                        |
| Scenic Designer                     | Boris Aronson, The Rose Tattoo; The Country Girl; Season In The Sun |
| Costume Designer                    | Miles White, Bless You All                                          |
| Outstanding Musical Score           | Lehman Engel, The Consul                                            |
| Best Conductor and Musical Director | Lehman Engel, The Consul                                            |
| Best Stage Technician               | Richard Raven, chef électricien, The Autumn Garden                  |

Un prix spécial a été remis à Ruth Green, pour ses services en tant que bénévole dans l'organisation de la réservation et des sièges pour les cinq cérémonies des Tony Awards.